# Aliquippa
Aliquippa is een plaats (city) in de Amerikaanse staat Pennsylvania, en valt bestuurlijk gezien onder Beaver County.

## Demografie
Bij de volkstelling in 2000 werd het aantal inwoners vastgesteld op 11.734.
In 2006 is het aantal inwoners door het United States Census Bureau geschat op 10.956, een daling van 778 (-6,6%).

## Geografie
Volgens het United States Census Bureau beslaat de plaats een oppervlakte van
11,6 km², waarvan 10,6 km² land en 1,0 km² water. Aliquippa ligt op ongeveer 351 m boven zeeniveau.

## Plaatsen in de nabije omgeving
De onderstaande figuur toont nabijgelegen plaatsen in een straal van 8 km rond Aliquippa.